# Gennadi Walerjewitsch Tatarinow
Gennadi Walerjewitsch Tatarinow (russisch Геннадий Валерьевич Татаринов; englische Transkription: Gennadiy Tatarinov; * 20. April 1991 in Kopeisk, Oblast Tscheljabinsk) ist ein ehemaliger russischer Straßenradrennfahrer.

## Sportlicher Werdegang
Gennadi Tatarinow wurde bei der Trofeo Karlsberg 2008 Zweiter in der Bergwertung und Dritter in der Sprintwertung. Beim Giro della Lunigiana wurde er 2009 Zweiter in der Gesamtwertung hinter Simone Antonini. In der Saison 2012 gewann Tatarinow bei der Heydar Aliyev Anniversary Tour das Mannschaftszeitfahren sowie eine weitere Etappe. Bei der Tour de l’Avenir belegte er den siebten Platz in der Gesamtwertung. 
In den Jahren 2013 und 2014 fuhr Tatarinow für das russische Professional Continental Team RusVelo, blieb jedoch ohne zählbare Ergebnisse. In der Saison 2014 hatte er nur acht Renneinsätze, von denen er sechsmal gar nicht das Ziel erreichte. Dementsprechend wurde sein Vertrag nicht verlängert und seine Karriere als RadProfi bereits wieder beendet. Danach war Tatarinow bis zur Saison 2020 unregelmäßig bei UCI-Rennen in seiner Heimat Russland am Start.

## Erfolge
2012
- eine Etappe und Mannschaftszeitfahren Heydar Aliyev Anniversary Tour

2013
- Bergwertung Grand Prix Sotschi

## Teams
- 2013–2014 RusVelo